# Cohors I Flavia Commagenorum
Die Cohors I Flavia Commagenorum [sagittariorum oder sagittaria] (deutsch 1. Kohorte die Flavische aus Commagene [der Bogenschützen]) war eine römische Auxiliareinheit. Sie ist durch Militärdiplome, Inschriften und Ziegelstempel belegt. In einer Inschrift und in einigen Ziegelstempeln wird sie als Cohors I Commagenorum bezeichnet.

## Namensbestandteile
- Cohors: Die Kohorte war eine Infanterieeinheit der Auxiliartruppen in der römischen Armee.

- I: Die römische Zahl steht für die Ordnungszahl die erste (lateinisch prima). Daher wird der Name dieser Militäreinheit als Cohors prima .. ausgesprochen.

- Flavia: die Flavische. Die Ehrenbezeichnung bezieht sich auf die flavischen Kaiser Vespasian, Titus und Domitian.

- Commagenorum: aus Commagene. Die Soldaten der Kohorte wurden bei Aufstellung der Einheit auf dem Gebiet des ehemaligen Königreichs Commagene rekrutiert.

- sagittariorum oder sagittaria: der Bogenschützen. Der Zusatz kommt in den Militärdiplomen von 146 vor.

Da es keine Hinweise auf die Namenszusätze milliaria (1000 Mann) und equitata (teilberitten) gibt, ist davon auszugehen, dass es sich um eine reine Infanterie-Kohorte (Cohors quingenaria peditata) handelt. Die Sollstärke der Einheit lag bei 480 Mann, bestehend aus 6 Centurien mit jeweils 80 Mann.

## Geschichte
Die Kohorte war in den Provinzen Moesia inferior und Dacia inferior (in dieser Reihenfolge) stationiert. Sie ist auf Militärdiplomen für die Jahre 92 bis 146 n. Chr. aufgeführt.
Die Einheit wurde vermutlich aus Soldaten aufgestellt, die von Antiochos IV., dem König von Commagene, den Römern unter Cestius Gallus um 66/67 als Hilfstruppen geschickt wurden. Der erste Nachweis in Moesia inferior beruht auf einem Diplom, das auf 92 datiert ist. In dem Diplom wird die Kohorte als Teil der Truppen (siehe Römische Streitkräfte in Moesia) aufgeführt, die in der Provinz stationiert waren. Weitere Diplome, die auf 97 bis 116 datiert sind, belegen die Einheit in derselben Provinz.
Die Einheit nahm an den Dakerkriegen Trajans teil und verblieb danach in der neuen Provinz. Der erste Nachweis der Einheit in der Provinz Dacia inferior beruht auf einem Diplom, das auf 125/126 datiert ist. In dem Diplom wird die Kohorte als Teil der Truppen aufgeführt (siehe Römische Streitkräfte in Dacia), die in der Provinz stationiert waren. Weitere Diplome, die auf 129/130 bis 146 datiert sind, belegen die Einheit in derselben Provinz.

## Standorte
Standorte der Kohorte in Dacia Inferior und Moesia inferior waren möglicherweise:
| - Acidava: zwei Ziegel mit den Stempeln der Einheit wurden hier gefunden. - Drajna de Sus: vier Ziegel mit den Stempeln der Einheit wurden hier gefunden. - Jidava: eine Inschrift wurde hier gefunden. | - Romula - Slaveni: ein Ziegel mit dem Stempel der Einheit wurde hier gefunden. - Tomis: eine Inschrift auf einem Grabstein wurde hier gefunden. |

Ziegel mit den Stempeln der Einheit wurden darüber hinaus in Micia, Reckam, Slatina, Valeni und Voinesti gefunden. Die Inschrift auf einem Altar, der bei Săcădate gefunden wurde, bezieht sich vermutlich ebenfalls auf die Einheit.

## Angehörige der Kohorte
Folgende Angehörige der Kohorte sind bekannt.

### Kommandeure
| - [C(aius)] Betitius Pietas, ein Präfekt (CIL 9, 1132) | - Marcus Antonius Modianus, ein Präfekt |

### Sonstige
| - [], ein Soldat (ILD 00164) - M(arcus) Iulius Tertullus, ein Veteran (AE 1938, 6) | - Mitridates, ein Soldat (AE 1938, 6) |